# Marathon Oil
Marathon Oil Corporation, tidigare Ohio Oil Company och Marathon Oil Company, var ett amerikanskt multinationellt petroleumbolag.

## Historik
Företaget startade som Ohio Oil Company 1887. 1889 köptes det upp av John D. Rockefellers Standard Oil. Det förblev en del av Standard Oil till 1911. 1930 köpte The Ohio the Transcontinental Oil Company och gav företaget beteckningen "Marathon". 1962 ändrades namnet till "Marathon Oil Company". Den 1 juli 2011 meddelades att Marathon Oil Company skulle dela sig och bilda två enskilda bolag, Marathon Oil Corporation och Marathon Petroleum Corporation. Där Marathon Oil Corporation skulle ta hand om att hitta nya olje- och gaskällor och producerande av petroleum medan Marathon Petroleum Corporation skulle sköta allt annat som raffinering, transporterande av petroleum via pipelines och marknadsföring av petroleumprodukter.
Den 29 maj 2024 meddelade konkurrenten Conoco Phillips att man var överens med Marathon om att köpa företaget för 17 miljarder amerikanska dollar i aktier. Den 22 november slutfördes affären och då var den värderad till 22,5 miljarder dollar.

## Anläggningar
Företaget hade sina huvudsakliga olje- och gasanläggningar i USA, Norge, Ekvatorialguinea, Angola och Kanada. Forsknings- och utvecklingsverksamheten låg i USA, Storbritannien, Norge, Ekvatorialguinea och Gabon. 

## Miljöproblem
Forskningsinstitutet Political Economy Research Institute rankade Marathon Oil som det 96:e värsta företaget vad gällde utsläpp av miljöfarliga gaser och partiklar i atmosfären.